# Gottfried Dienst
Gottfried Dienst (9. september 1919 – 1. juni 1998) var en schweizisk fodbolddommer. Han er mest kendt for at have dømt finalen ved VM 1966 mellem England og Vesttyskland samt finalen ved EM i fodbold 1968. Kun Sergio Gonella fra Italien har også opnået at dømme begge disse to finaler.

## Karriere

### VM 1962
- Brasilien  –  Mexico 2-0 (gruppespil).
- Mexico  –  Tjekkoslovakiet 3-1 (gruppespil).
- Tjekkoslovakiet  –  Jugoslavien 3-1 (semifinale).

### VM 1966
- Italien  –  Chile 2-0 (gruppespil).
- England  –  Vesttyskland 4-2 (finale).

### EM 1968
- Italien  –  Bulgarien 2-0 (kvartfinale).
- Italien  –  Jugoslavien 1-1 (finale. Italien vinder omkampen 2-0).